# Doramad
La pasta de dientes radioactiva Doramad (Doramad Radioaktive Zahncreme) fue un dentífrico producido en Alemania por la compañía Auergesellschaft de Berlín desde la década de 1920 hasta la Segunda Guerra Mundial.

## Producto
El envoltorio anunciaba lo siguiente:

Besondere biologische Heilwirkungen durch Radium-Strahlen. Tausendfach ärztlich verordnet und empfohlen.
Efecto especial curativo biológico gracias a la radiación. Recomendado y recetado miles de veces por médicos.

En la parte trasera del tubo de dentífrico se podía leer lo siguiente:

Was leistet Doramad?
Durch ihre radioaktive Strahlung steigert sie die Abwehrkräfte von Zahn u. Zahnfleisch. Die Zellen werden mit neuer Lebensenergie geladen, die Bakterien in ihrer zerstörenden Wirksamkeit gehemmt. Daher die vorzügliche Vorbeugungs- und Heilwirkung bei Zahnfleischerkrankungen. Poliert den Schmelz aufs Schonendste weiß und glänzend. Hindert Zahnsteinansatz. Schäumt herrlich, schmeckt neuartig, angenehm, mild u. erfrischend. Ausgiebig im Gebrauch.
¿Qué aporta Doramad?
Gracias a sus rayos radiactivos potencia las defensas de dientes y encías. Las células se cargan con nueva energía vital, las bacterias frenadas en su trabajo destructivo. Por ello [muestra una] inmejorable acción preventiva y curativa en enfermedades de las encías. Pule el esmalte hasta el blanco más delicado y brillante. Evita la formación del sarro. Produce una maravillosa espuma, tiene un sabor nuevo, agradable, suave y fresco. Generoso en el uso.

La pasta de dientes era ligeramente radiactiva porque contenía pequeñas cantidades de torio, obtenido de las arenas de monacita.
La Auergesellschaft utilizaba torio y tierras raras en la fabricación de productos industriales, incluidos camisas para linternas de gas; la pasta de dientes se producía como un subproducto de sus otras actividades. Se promovió su contenido radiactivo como beneficioso para la salud, incluida la acción antibacteriana y una contribución al fortalecimiento de las «defensas de dientes y encías». Se suponía que la radiación ionizante mataba las bacterias y «masajeaba» las encías.

## Historia
En su momento se celebró el dentífrico como hito de la ciencia y fue alabado como «cura milagrosa». Los daños producidos por la radiación y sus consecuencias cancerígenas eran prácticamente desconocidas en la época, a pesar de que ya se conocieran casos como el de las chicas del radio.
Durante la administración militar alemana en la Francia ocupada durante la Segunda Guerra Mundial, un grupo de científicos alemanes robó todo el torio que pudieron encontrar. La operación Alsos creía que estaban usando los elementos pesados para el refinamiento de uranio, que se usaría en una bomba atómica, pero solo estaban interesados en usar el torio en una marca patentada de pasta de dientes alemana.
Sólo fue tras la Segunda Guerra Mundial y los ataques con bomba atómica en Hiroshima y Nagasaki cuando se reconocieron los efectos nocivos de la radiación. En consecuencia, la pasta de dientes dejó de ser vendible.